# Alan Bates
Pour les articles homonymes, voir Bates.
Alan Bates est un acteur britannique, né le 17 février 1934 à Darley Abbey (Derbyshire) et mort le 27 décembre 2003 à Londres.

## Biographie
Alan Bates naît à Darley Abbey, dans le Derbyshire, le 17 février 1934 ; il est l'aîné de trois garçons de Florence Mary (née Wheatcroft), et de Harold Arthur Bates, pianiste et agent d'assurances.
Il fait ses études à la Royal Academy of Dramatic Art où il fait la connaissance d'Albert Finney, de Tom Courtenay, et de Peter O'Toole, avant de faire son service militaire à la RAF. 
Il commence sa carrière théâtrale en 1955 dans une troupe du Midlands avant d'entrer à l'English Stage Company (en). Membre du groupe des « jeunes gens en colère » (Angry Young Men) animé par Harold Pinter, John Osborne et Peter Shaffer, il commence sa carrière cinématographique en 1960, dans The Entertainer écrit par John Osborne et mis en scène par Tony Richardson. La même année, il crée le rôle de Mick dans la pièce The Caretaker (Le Gardien) de Pinter. Rigoureux dans ses choix, il apparaît dans de nombreux succès commerciaux et critiques. En 1964, le triomphe international de Zorba le Grec, dont il partage la vedette avec Anthony Quinn, contribue à sa renommée. Il est nommé à l'Oscar du meilleur acteur pour L'Homme de Kiev de John Frankenheimer. Parmi ses principaux films, on compte Le Roi de cœur de Philippe de Broca, Love de Ken Russell, Le Messager de Joseph Losey, Une femme libre de Paul Mazursky, The Rose de Mark Rydell et Quartet de James Ivory. Parallèlement à sa carrière au cinéma, il se produit sur scène. 
Ses apparitions au cinéma se font plus rares dans les années 1990 mais on le voit encore en 2001 dans Gosford Park de Robert Altman.
Alan Bates est marié avec l'actrice Victoria Ward de 1970 jusqu'au décès de cette dernière en 1992 ; ils ont deux fils, Benedick et Tristan qui meurt en 1990. 
En 2007, Donald Spoto publie Otherwise Engaged: The Life of Alan Bates, une biographie du comédien, qui révèle que ce dernier était bisexuel et a eu plusieurs liaisons avec des hommes avant son mariage, notamment avec les acteurs Nickolas Grace (en) et Peter Wyngarde, puis plus tard avec le patineur John Curry qui meurt du sida dans ses bras. Selon cet ouvrage, publié avec l'accord de son fils Benedick et de son frère Martin Bates, l'acteur a vécu sa vie amoureuse de manière paradoxale, allant jusqu'à affirmer à ses propres amants que leur liaison n'avait aucun caractère homosexuel. Discret sur sa vie privée, Alan Bates a néanmoins choisi d'interpréter à l'écran plusieurs rôles en rapport avec l'homosexualité, notamment dans Love,.
Il est fait commandeur de l'Ordre de l'Empire britannique (CBE) en 1996 et chevalier le 31 décembre 2002.
Il meurt d'un cancer du pancréas en 2003.

## Filmographie

### Cinéma
- 1960 : Le Cabotin (The Entertainer) de Tony Richardson : Frank Rice
- 1961 : Le Vent garde son secret (Whistle Down the Wind) de Bryan Forbes : l'homme
- 1962 : Un amour pas comme les autres (A Kind of Loving) de John Schlesinger : Vic
- 1963 : Le Deuxième Homme (The Running Man) de Carol Reed : Stephen
- 1963 : Le Concierge (The Caretaker) de Clive Donner : Mick
- 1963 : Tout ou rien (Nothing But the Best) de Clive Donner : Jimmy Brewster
- 1964 : Zorba le Grec de Michael Cacoyannis : Basil
- 1965 : Georgy Girl de Silvio Narizzano : Jos Jones
- 1965 : Once Upon a Tractor de Leopolo Tore Nilsson (court-métrage) : Joe Turrel
- 1966 : Le Roi de cœur de Philippe de Broca : soldat Charles Plumpick
- 1967 : Loin de la foule déchaînée (Far from the Madding Crowd) de John Schlesinger : Gabriel Oak
- 1968 : L'Homme de Kiev (The Fixer) de John Frankenheimer : Yakov Oak
- 1968 : Love (Women in Love) de Ken Russell : Rupert Birkin
- 1970 : Les Trois Sœurs (The Three Sisters) de Laurence Olivier : Colonel Vershinin
- 1971 : Le Messager (The Go-Between) de Joseph Losey : Ted Burgess
- 1971 : A Day in the Death of Joe Egg de Peter Medak ; Bri
- 1972 : Second Best de Stephen Dartnell (court-métrage) : Tom
- 1973 : L'Impossible Objet (Story of a Love Story) de John Frankenheimer : Harry
- 1974 : Butley de Harold Pinter : Ben Butley
- 1975 : Le Froussard héroïque (Royal Flash) de Richard Lester : Rudi Von Sternberg
- 1976 : In Celebration de Lindsay Anderson : Andrew Shaw
- 1977 : La Femme libre (An Unmarried Woman) de Paul Mazursky : Saul Kaplan
- 1978 : Le Cri du sorcier (The Shout) de Jerzy Skolimowski : Charles
- 1979 : The Rose de Mark Rydell : Rudge
- 1980 : Nijinski de Herbert Ross : Sergei Diaghilev
- 1981 : Quartet de James Ivory : H.J. Heidler
- 1982 : Le Retour du soldat (The Return of the Soldier) d'Alan Bridges : Capitaine Chris Baldry
- 1982 : Britannia Hospital de Lindsay Anderson : Macready, patient de marque
- 1983 : La Dépravée (The Wicked Lady) de Michael Winner : Capitaine Jerry Jackson
- 1986 : Duo pour une soliste (Duet for One), d'Andreï Kontchalovski : David Cornwallis
- 1987 : L'Irlandais (A Prayer for Dying) de Mike Hodges : Jack Meehan
- 1988 : We Think the World of You de Colin Gregg : Frank Meadows
- 1989 : Force majeure de Pierre Jolivet : Malcolm Forrest
- 1990 : Mister Frost de Philippe Setbon : Felix Detweiler
- 1990 : Docteur M de Claude Chabrol : docteur Heinrich Marsfeldt / le gourou
- 1991 : Hamlet de Franco Zeffirelli ; Claudius
- 1991 : Entre chien et loup (Shuttlecock) d'Andrew Piddington (en) : Major James Prentis VC
- 1991 : Secret Friends de Dennis Potter : John
- 1994 : Le Gardien des esprits (Silent Tongue) de Sam Shepard : Eamon McCree
- 1995 : The Grotesque de John-Paul Davidson : Sir Hugo Coal
- 1999 : La Cerisaie (The Cherry Orchard) de Michael Cacoyannis : Leonid Andreyevich, alias Gaev
- 2001 : Gosford Park de Robert Altman : Jennings
- 2002 : La Prophétie des ombres (The Mothman Prophecies) de Mark Pellington ; Alexander Leek
- 2002 : La Somme de toutes les peurs (The Sum of All Fears) de Phil Alden Robinson : Richard Dressler
- 2002 : Evelyn de Bruce Beresford : Tom Connolly
- 2003 : Hollywood North de Peter O'Brian : Michael Baytes
- 2003 : Meanwhile de Jason Millward : Père Pierre
- 2003 : Crime contre l'humanité (The Statement) de Norman Jewison : Armand Bertier

### Télévision
- 1960 : The Four Just Men : épisode Treviso Dam de Basil Dearden (série) : Giorgio
- 1974 : The Story of Jacob and Joseph de Michael Cacoyonnis (téléfilm) : narrateur
- 1978 : Le Maire de Casterbridge (en) (The Mayor of Casterbridge) de David Giles (mini-série) : Michael Henchard
- 1980 : Very Like a Whale d'Alan Bridges (téléfilm) : Sir Jock Mellor
- 1981 : The Trespasser de Colin Gregg (téléfilm) : Siegmund
- 1982 : A Voyage Round My Father d'Alvin Rakoff (téléfilm) : John Mortimer
- 1983 : Separate Tables de John Schlesinger et Ken Price (téléfilm) : John Malcolm / Major Pollock
- 1983 : An Englishman Abroad de John Schlesinger (téléfilm) : Guy Burgess
- 1984 : Le Docteur Fisher de Genève (Dr. Fischer of Geneva) de Michael Lindsay-Hogg (téléfilm) : Dr Alfred Jones
- 1985 : Summer Season, épisode One for the Road de Kenneth Ives (série) : Nicholas
- 1987 : Espionnage à Londres (Pack of Lies) d'Anthony Page (téléfilm) : Stewart
- 1988 : Ray Bradbury présente (The Ray Bradbury Theater), épisode And So Died Riabouchinska de Denys Granier-Deferre (série) : John Fabian
- 1989 : The Dog It Was That Died de Peter Wood (téléfilm) : Blair
- 1990 : Screen Two, épisode 102 boulevard Hausmann d'Udayan Prasad (série) : Marcel Proust
- 1992 : Screen One, épisode Losing Track de Jim Lee (série) : Henry Sitchell
- 1992 : Unnatural Pursuits, épisodes I'm the Author et I don't do Cuddles de Christopher Morahan (série) : Hamish Partt
- 1994 : Hard Times de Peter Barnes (mini série) : Josiah Bounderby
- 1995 : Oliver's Travels de Giles Foster (mini série) : Oliver
- 1998 : Un cœur pour la vie (Nicholas' Gift) de Robert Markowitz (téléfilm) : Reg Green
- 2000 : St. Patrick : The Irish Legend de Robert Hughes (téléfilm) : Calpornius
- 2000 : Les Mille et Une Nuits (Arabian nights) de Steve Barron (mini série) : le narrateur
- 2000 : Au commencement… (In the beginning) de Kevin Connor (mini série) : Jethro
- 2000 : The Prince and the Pauper de Giles Foster (téléfilm) : Henri VIII
- 2001 : Love in a Cold Climate de Tom Hooper (mini-série) : oncle Matthew
- 2002 : Bertie & Elizabeth de Giles Foster (téléfilm) : George V
- 2002 : Salem Witch Trials de Joseph Sargent (téléfilm) : Sir William Phips
- 2004 : Spartacus de Robert Dornhelm (téléfilm) : Agrippa